# Ilargus modestus
Ilargus modestus är en spindelart som beskrevs av Lodovico di Caporiacco 1947. Ilargus modestus ingår i släktet Ilargus och familjen hoppspindlar. Inga underarter finns listade i Catalogue of Life.